# Phasia hemiptera

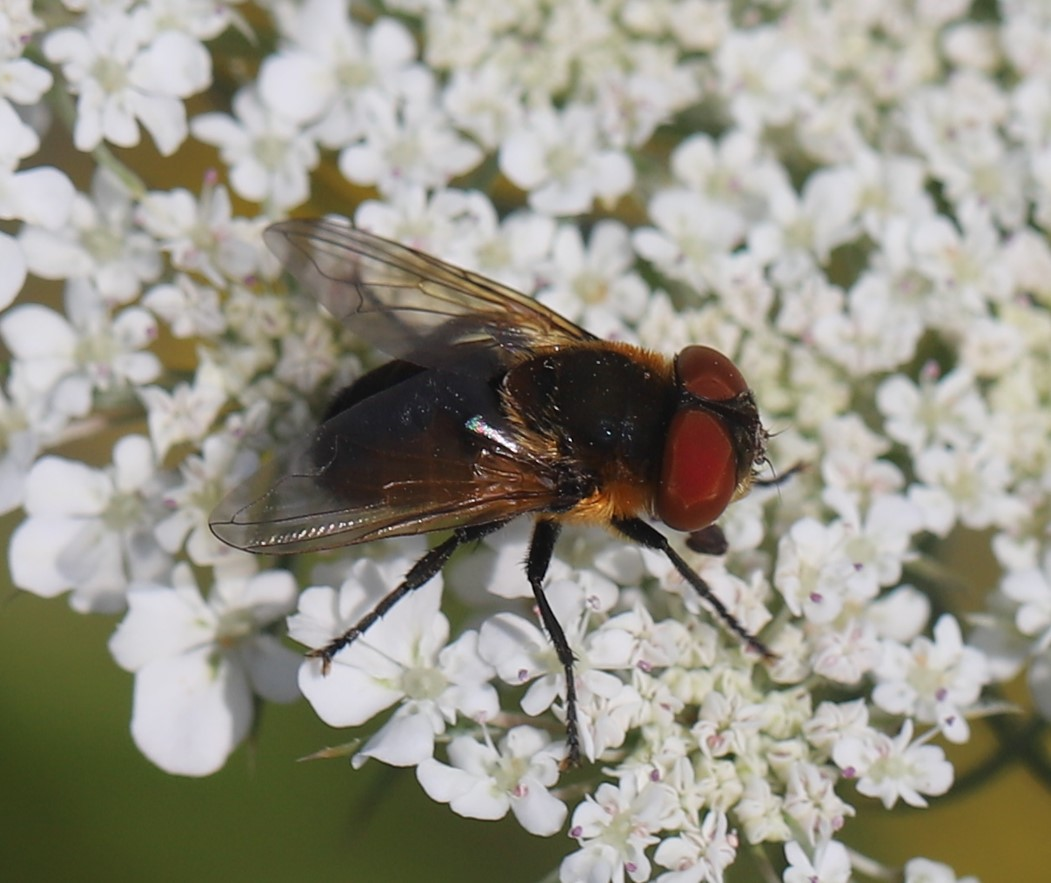
Phasia hemiptera ♀ Mitte Juli auf Wilder Möhre

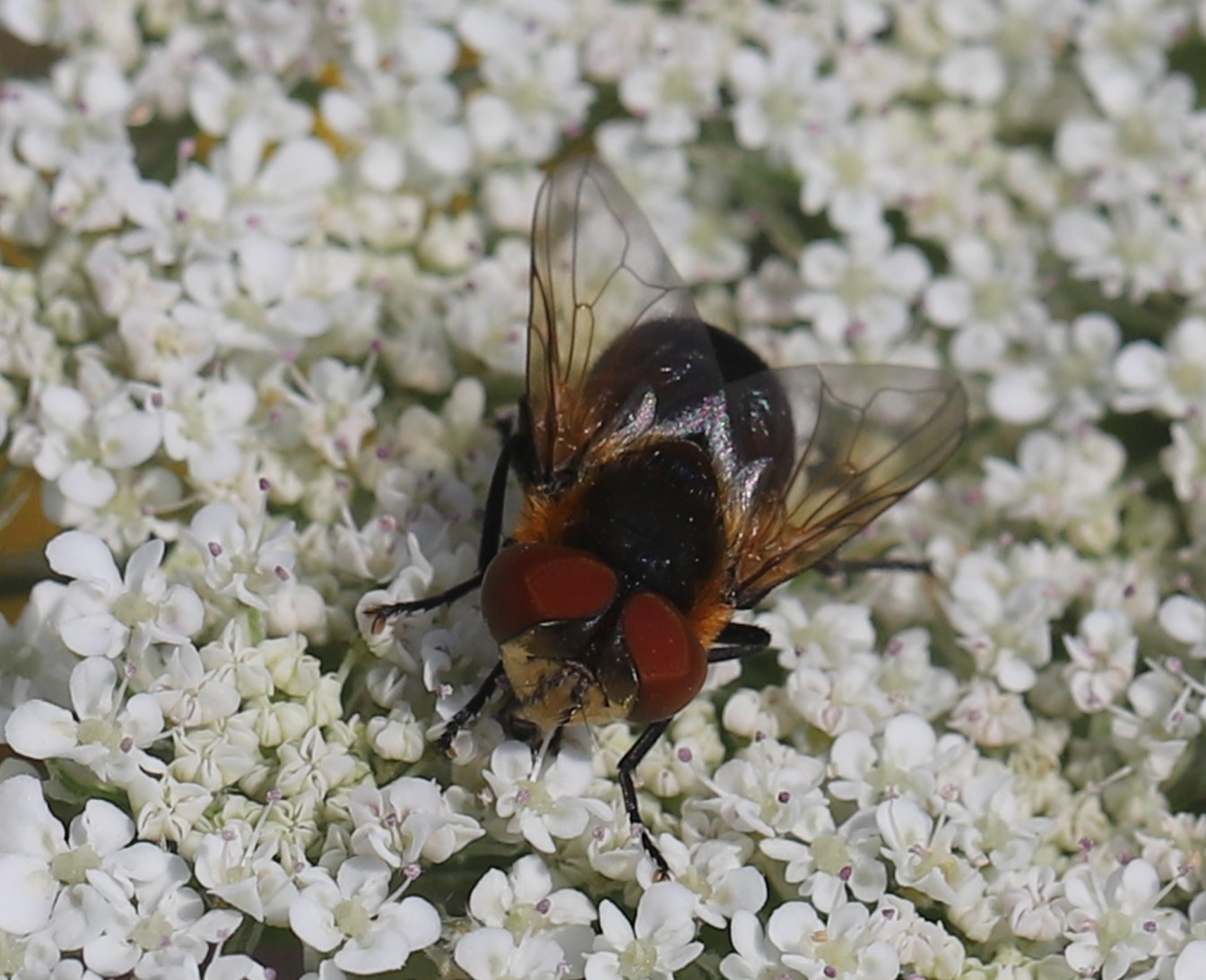
Phasia hemiptera ♀ Frontansicht

Die Wanzenfliege (Phasia hemiptera, Syn.: Alophora hemiptera) ist ein Zweiflügler aus der Familie der Raupenfliegen (Tachinidae). Im Unterschied zu der Mehrzahl der Arten der Familie parasitieren ihre Larven nicht an Schmetterlingsraupen, sondern an Wanzen. Das Artepitheton hemiptera entspricht dem Namen der Ordnung der Schnabelkerfe, zu denen die Wanzen gerechnet werden. Darauf verweist auch der deutsche Name der Fliege. Das imposante Männchen ist leicht an den breiten Flügeln mit schillernden blauschwarzen Flecken zu erkennen.

## Merkmale
Die Fliege erreicht eine Körperlänge von acht bis zwölf Millimetern. Im Gegensatz zu den meisten Raupenfliegen ist bei ihr der Körper nur schwach beborstet. Der Hinterleib ist stark abgeplattet und orange behaart. Er trägt einen dunklen Rückenstreifen. Bau und Färbung der Flügel unterscheiden sich bei Männchen und Weibchen (Sexualdimorphismus). Die Weibchen haben gleichmäßig durchsichtige Flügel, sie sind jedoch breiter als die der ähnlichen Stubenfliege. Die Männchen besitzen noch breitere Flügel mit einem nach außen gebogenen Vorderrand. Ihre Flügel sind blauschwarz gefleckt oder auch ganz dunkel.
Der Brustabschnitt ist oberseits dunkel, nicht golden. Die Hinterbeine sind in der Regel basal rötlich gelb. Bei der ähnlichen Ph. aurulans sind sie gleichförmig dunkel gefärbt. Ein sicheres Merkmal ist die orangerote Färbung der seitlichen Thoraxbehaarung, die in Europa bei keiner anderen Art aus der Unterfamilie Phasiinae anzutreffen ist.

## Lebensweise
Die Eier werden an großen Baumwanzen der Gattungen Palomena und Pentatoma abgelegt. Die Larven schlüpfen nicht unmittelbar nach der Eiablage, sondern erst 52 bis 91 Stunden später und fressen sich anschließend in die Wanze hinein. Sie ernähren sich vom Körpergewebe ihrer Wirte und bewirken deren Tod. Die Verpuppung erfolgt nach ungefähr zwei Wochen. Die adulten Tiere schlüpfen nach zweieinhalb bis vier Wochen, wobei die Männchen früher als die Weibchen erscheinen. Männchen leben maximal 31 Tage, Weibchen hingegen nur 21. Im Freigelände überleben die Individuen nur etwa zwei Wochen und breiten sich dabei 250 bis 900 Meter weit aus. Die Tiere sind träge, fliegen nur ungern auf und setzen sich bereits nach kurzem Flug wieder. Sie ernähren sich von Blütenpollen.

## Verbreitung
Die Art ist im wärmeren Zentraleuropa weit verbreitet. Die adulten Tiere findet man von Juni bis September auf vielen Blütenpflanzen, häufig auf Doldenblütlern und Korbblütlern, an trockenen und warmen Standorten. Die erste Generation erscheint dabei Mitte April bis Mitte Juni, die zweite Mitte Juli bis Ende September. Nach Südeuropa werden die Vorkommen seltener. Das Ausbreitungsgebiet dehnt sich zunehmend nach Norden aus, wodurch die Art sich jetzt auch in Dänemark, Litauen, Norwegen und Schweden findet. Nach Osten kommt sie bis Sibirien und Japan vor.